# Videogiochi per PC-FX
Questa è l'intera lista di tutti i 62 giochi commercializzati per la console di gioco NEC PC-FX. I titoli dei giochi presenti al lancio della console il 23 dicembre 1994 erano: Graduation 2: Neo Generation FX, Battle Heat e Team Innocent. L'ultimo gioco commercializzato fu First Kiss Story il 24 aprile 1998. Il sistema di gioco e tutti i titoli furono commercializzati solo in Giappone.
| Titolo                                          | Data uscita       | Sviluppatore         | Editore              |
| ----------------------------------------------- | ----------------- | -------------------- | -------------------- |
| Ah! My Goddess                                  | 12 dicembre 1997  | NEC Home Electronics | NEC Home Electronics |
| All Japan Womens Pro Wrestling: Queen of Queens | 24 marzo 1995     | NEC Home Electronics | NEC Home Electronics |
| Angelique In Wonderland                         | 11 ottobre 1996   | Koei                 | NEC Home Electronics |
| Angelique Special                               | 22 dicembre 1995  | Koei                 | NEC Home Electronics |
| Angelique Special 2                             | 20 dicembre 1996  | Koei                 | NEC Home Electronics |
| Angelique Tenkū no Requiem                      | 2 aprile 1998     | Koei                 | NEC Home Electronics |
| Anime Freak FX Vol. 1                           | 12 agosto 1995    | NEC Home Electronics | NEC Home Electronics |
| Anime Freak FX Vol. 2                           | 22 dicembre 1995  | NEC Home Electronics | NEC Home Electronics |
| Anime Freak FX Vol. 3                           | 5 aprile 1996     | NEC Home Electronics | NEC Home Electronics |
| Anime Freak FX Vol. 4                           | 28 febbraio 1997  | NEC Home Electronics | NEC Home Electronics |
| Anime Freak FX Vol. 5                           | 29 agosto 1997    | NEC Home Electronics | NEC Home Electronics |
| Anime Freak FX Vol. 6                           | 27 febbraio 1998  | NEC Home Electronics | NEC Home Electronics |
| Arubarea's Maiden                               | 27 giugno 1997    | NEC Home Electronics | NEC Home Electronics |
| Battle Heat                                     | 23 dicembre 1994  | Hudson Soft          | Hudson Soft          |
| Blue Breaker                                    | 27 settembre 1996 | Hunex                | NEC Home Electronics |
| Blue Chicago Blues                              | 22 marzo 1996     | Riverhill Soft       | NEC Home Electronics |
| Boundary Gate: Daughter of Kingdom              | 24 gennaio 1997   | Pack-In-Video        | NEC Home Electronics |
| Can Can Bunny Extra DX                          | 27 settembre 1996 | Cocktail Soft        | Cocktail Soft        |
| Chip Chan Kick!                                 | 13 settembre 1996 | NEC Home Electronics | NEC Home Electronics |
| Classmates 2                                    | 8 agosto 1996     | ELF Corporation      | NEC Home Electronics |
| Cocktail Pack                                   | 26 novembre 1997  | Cocktail Soft        | NEC Home Electronics |
| Comic Road                                      | 26 settembre 1997 | Cocktail Soft        | NEC Home Electronics |
| Cutey Honey FX                                  | 5 novembre 1995   | Datawest             | NEC Home Electronics |
| Deep Blue Fleet                                 | 31 marzo 1995     | Micro Cabin          | NEC Home Electronics |
| Der Langrisser FX                               | 26 aprile 1996    | NCS                  | NEC Home Electronics |
| Detective Ladies                                | 31 maggio 1996    | Head Room            | NEC Home Electronics |
| Dragon Knight IV                                | marzo 28 1997     | NEC Avenue           | NEC Home Electronics |
| Farland Story FX                                | 8 novembre 1996   | NEC Home Electronics | NEC Home Electronics |
| Fire Woman Matoi-gumi                           | 20 dicembre 1996  | Tokume Shoten        | NEC Home Electronics |
| First Kiss Story                                | 24 aprile 1997    | Hunex                | NEC Home Electronics |
| Galaxy Fraulein Yuna FX                         | 8 marzo 1996      | Hudson Soft          | Hudson Soft          |
| Graduation 2: Neo Generation FX                 | 23 dicembre 1994  | Riverhill Soft       | NEC Home Electronics |
| Graduation Real                                 | 16 gennaio 1998   | NEC Interchannel     | NEC Interchannel     |
| Kokū Hyouryo Nirgends                           | 28 giugno 1996    | Micro Cabin          | NEC Home Electronics |
| Kishin Doji Zenki: Vajura Fight                 | 22 dicembre 1995  | Hudson Soft          | Hudson Soft          |
| Last Imperial Prince                            | 14 marzo 1997     | Nihon Application    | NEC Home Electronics |
| Lil' Red Riding Hood Cha-Cha                    | 25 ottobre 1996   | NEC Home Electronics | NEC Home Electronics |
| Lunatic Dawn FX                                 | 24 novembre 1995  | Artdink              | NEC Home Electronics |
| Mahjong Goku Tenjiku                            | 24 marzo 1995     | Chat Noir            | NEC Home Electronics |
| Makeruna! Makendou Z                            | 20 marzo 1998     | Fill In Cafe         | NEC Home Electronics |
| Megami Paradise II                              | 26 luglio 1996    | NEC Home Electronics | NEC Home Electronics |
| Minimum Nanonic                                 | 24 ottobre 1997   | NEC Home Electronics | NEC Home Electronics |
| Miraculum: The Last Revelation                  | 29 marzo 1996     | RayForce             | NEC Home Electronics |
| Pachio-kun FX                                   | 22 settembre 1995 | Coconuts Japan       | NEC Home Electronics |
| Welcome to Pia Carrot                           | 23 maggio 1997    | Cocktail Soft        | Cocktail Soft        |
| Power Dolls FX                                  | 23 febbraio 1996  | Kodado Studio        | NEC Home Electronics |
| Private eye dol                                 | agosto 1995       | HuneX                |                      |
| Return to Zork                                  | 27 maggio 1995    | Datawest             | NEC Home Electronics |
| Ruruli Ra Rura                                  | 20 febbraio 1998  | NEC Home Electronics | NEC Home Electronics |
| Shanghai: The Great Wall                        | 15 marzo 1996     | Activision           | NEC Home Electronics |
| Sparkling Feather                               | 25 aprile 1997    | NEC Home Electronics | NEC Home Electronics |
| Super God Trooper Zeroigar                      | 8 agosto 1997     | NEC Home Electronics | NEC Home Electronics |
| Super Power League FX                           | 26 aprile 1996    | Hudson Soft          | Hudson Soft          |
| Super Real Majhong PV FX                        | 29 marzo 1996     | Naxat Soft           | Naxat Soft           |
| Team Innocent                                   | 23 dicembre 1994  | Hudson Soft          | Hudson Soft          |
| Tekipaki Working Love FX                        | 27 marzo 1998     | NEC Home Electronics | NEC Home Electronics |
| Tenchi Muyo! Ryo-Ohki FX                        | 12 luglio 1996    | Micro Cabin          | NEC Interchannel     |
| Tengai Makyo Karakuri Kakutoden                 | 28 luglio 1995    | Hudson Soft          | Hudson Soft          |
| Tokimeki Card Paradise                          | 26 gennaio 1996   | Sonnet               | Sonnet               |
| Tonari no Princess Rolfee!                      | 25 luglio 1997    | NEC Home Electronics | NEC Home Electronics |
| Voice Paradise                                  | 17 maggio 1996    | Ask Koudansha        | NEC Home Electronics |
| Wakusei-Kōgekitai Little Cats                   | 4 luglio 1997     | NEC Home Electronics | NEC Home Electronics |
| Zoku Hatukoi Monogatari                         | 6 giugno 1996     | Tokume Shoten        | NEC Home Electronics |